# Ottorino Poletti
Ottorino Poletti (fl. XX secolo) è stato un calciatore italiano, di ruolo terzino.

## Carriera
Vincitore con i milanesi del Porpora del titolo italiano della Federazione Italiana Unione liberi calciatori. Trasferitosi in riva al Lago di Como per frequentare il Setificio, si tesserò con il Como nel 1919 e per tre stagioni nella massima serie di allora, la Prima Categoria, ne divenne un punto di forza in difesa.